# Теплицкий, Константин Гедалиевич
Константин Гедалиевич Теплицкий (укр. Костянтин Гедалійович Теплицький; 28 мая 1920, София, Болгария — 13 апреля 1997, Киев, Украина) — украинский кинокритик, редактор. Лауреат премии Союза кинематографистов Украины (1977).

## Биография
Родился 28 мая 1920 года в Софии в семье служащего.
Окончил Киевский государственный институт театрального искусства им. И. Карпенко-Карого (1971), где был доцентом.
Работал в газете «Культура і життя», журнале «Новини кіноекрана» (1960—1970), в сценарно-редакционной коллегии Комитета по кинематографии при Совете Министров Украины.
Выступал со статьями по киноискусству (сборники: «Кино и современность», «Человек и кино», «Современная кинопанорама»), во всесоюзных и республиканских журналах и газетах.
Автор сценария научно-популярного фильма «Посвящение в бельканто» (1968, реж. С. Шульман).
Перевёл с болгарского языка книгу Г. Стоянова-Бигора «Звёзды и поклонники» (К., 1985).
Награждён медалями, Почётной Грамотой Президиума Верховного Совета Латвии. Являлся членом Союзов журналистов и кинематографистов Украины.
Умер на 77-м году жизни 13 апреля 1997 года в Киеве. Похоронен вместе с семьей (в том числе музыковедом Андреем Гуменюком) на Байковом кладбище.